# Wataru Morishige
Wataru Morishige –en japonés, 森重航, Morishige Wataru– (Betsukai, 17 de julio de 2000) es un deportista japonés que compite en patinaje de velocidad.
Participó en los Juegos Olímpicos de Pekín 2022, obteniendo una medalla de bronce en la prueba de 500 m. Ganó una medalla de bronce en el Campeonato Mundial de Patinaje de Velocidad sobre Hielo en Distancia Individual de 2023, en la misma prueba.

## Palmarés internacional
| Juegos Olímpicos                           | Juegos Olímpicos          | Juegos Olímpicos  | Juegos Olímpicos |
| Año                                        | Lugar                     | Medalla           | Prueba           |
| ------------------------------------------ | ------------------------- | ----------------- | ---------------- |
| 2022                                       | Pekín (China)             | Medalla de bronce | 500 m            |
| Campeonato Mundial en Distancia Individual |                           |                   |                  |
| Año                                        | Lugar                     | Medalla           | Prueba           |
| 2023                                       | Heerenveen (Países Bajos) | Medalla de bronce | 500 m            |